# Erethizon dorsatum
L'ursone o porcospino nordamericano (Erethizon dorsatum Linnaeus, 1758) è un grosso roditore appartenente alla famiglia degli Eretizontidi, i porcospini del Nuovo Mondo. Le sue grosse dimensioni ne fanno il secondo roditore più grande del Nordamerica dopo il castoro.

## Tassonomia
L'ursone (dal francese ourson, «giovane orso») appartiene alla famiglia degli Eretizontidi, che raggruppa una decina di specie di roditori spinosi di grossa taglia presenti in tutta l'America ma, soprattutto, nelle regioni calde dell'America centrale e meridionale. La specie è la sola appartenente a questa famiglia che vive dal Messico all'Alaska. L'origine degli Eretizontidi è di difficile datazione. I primi roditori comparvero in America meridionale all'inizio dell'Oligocene, meno di 40 milioni di anni fa, e si conoscono alcuni Eretizontidi fossili rinvenuti in Patagonia risalenti all'età oligocenica e antecedenti perciò ai generi contemporanei.
L'antenato nordamericano dell'ursone, Erethizon, comparve alla fine del Pliocene, 2,5 milioni di anni fa, e sembrerebbe derivare dal genere Coendou, un porcospino sudamericano a coda prensile. Per quanto riguarda l'ursone, E. dorsatum, la sua origine risale all'era Quaternaria, al Pleistocene medio, circa 1 milione di anni fa, ma la sua evoluzione è ancora in gran parte misteriosa, poiché i resti fossili sono estremamente rari. I sistematici raggruppano tutti i porcospini con le cavie, le nutrie e i cincillà nell'infraordine dei Caviomorfi, ma s'ignora se i porcospini dell'Africa e quelli del Nuovo Mondo siano tra loro parenti stretti. Alcuni ricercatori, riprendendo la spiegazione dell'arrivo delle scimmie nel continente americano, ipotizzano un'eventuale traversata dell'Atlantico avvenuta in tempi remoti su zattere di fortuna.
La parassitologia è in grado di suffragare questa tesi, poiché, in effetti, sia in Hystrix, il porcospino del Vecchio Mondo, sia nelle specie del Nuovo Mondo, appartenenti ai generi Erethizon e Coendou, si rinviene lo stesso verme parassita. Con ogni probabilità, l'antenato di questo parassita ha attraversato l'Atlantico in compagnia degli avi degli Eretizontidi. Altri paleontologi rifiutano tuttavia quest'idea e sostengono la tesi secondo la quale le specie presenti nell'America meridionale sarebbero qui giunte, in un'epoca in cui l'istmo di Panama non esisteva, provenendo dall'America settentrionale attraverso un ponte di isole. Non è stato però trovato alcun fossile, né in Canada né negli Stati Uniti, che possa considerarsi loro antenato e confermare tale ipotesi.

### Sottospecie
Vengono riconosciute sette sottospecie di ursone, distinte in base all'areale che occupano. La più comune di esse è di gran lunga quella nominale, E. d. dorsatum (Linnaeus, 1758), diffusa dalla Nuova Scozia all'Alberta e dalla Virginia allo Yukon. E. d. picinum Bangs, 1900 occupa un areale poco esteso ristretto a Quebec nord-orientale e Labrador. E. d. couesi Mearns, 1897, diffusa dal Messico settentrionale al Colorado, è la sottospecie più meridionale. E. d. bruneri Mearns, 1897 occupa il Midwest, dall'Arkansas al Montana. Le ultime tre razze sono diffuse nelle regioni occidentali del continente. Procedendo da sud a nord incontriamo E. d. epixanthus Brandt, 1835, E. d. nigrescens Allen, 1903 e E. d. myops Merriam, 1900.

## Descrizione

### Dimensioni

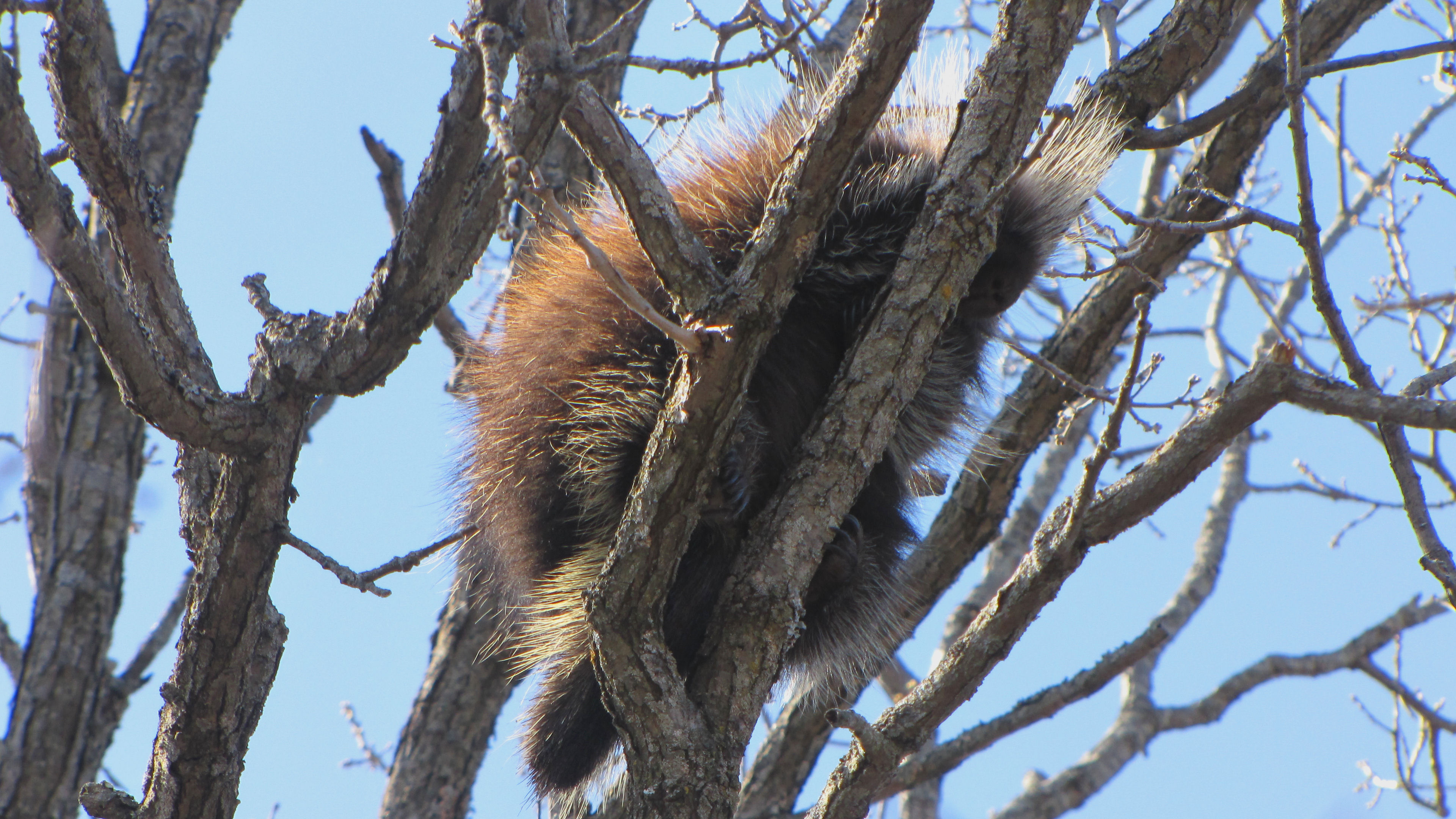
Un ursone si riposa su un albero ad Ottawa (Ontario).

L'ursone presenta una lunghezza testa-corpo compresa tra 64,5 e 68 cm e una coda compresa tra 14,5 e 30 cm. Il peso varia tra 3,5 e 7 kg, ma alcuni maschi raggiungono i 18 kg.

### Aspetto
Grosso roditore dai movimenti lenti, del tutto a suo agio sugli alberi, l'ursone o porcospino del Nuovo Mondo assomiglia solo superficialmente agli Istricidi, i suoi cugini del Vecchio Mondo. La sua pelliccia è formata da peli lunghi ed ispidi, tra i quali rimangono nascosti numerosissimi aculei appuntiti. Solo l'estremità del muso, il ventre e l'interno delle zampe sono sprovvisti di questi ultimi validi mezzi di difesa. Sul ventre, il pelo è scuro, quasi nero, mentre il mantello dorsale presenta un notevole contrasto di colori (nero, bianco, marrone chiaro e scuro). La vista dell'ursone è acuta, ma solo a piccole distanze. Per cercare il cibo o per trovare una partner, quest'animale si affida infatti maggiormente all'olfatto. L'udito sembra essere efficiente.
Anche se l'aspetto esteriore dell'ursone può variare in modo considerevole a seconda delle regioni e degli individui, il numero di aculei presenti (30.000) è sempre costante: quando questi cadono, rispuntano in poche settimane.
In primavera i peli di borra, più corti e soffici dei peli di giarra, si rinnovano, dopo i mesi di penuria di cibo della cattiva stagione, con il ritorno a un'alimentazione ricca di proteine. Tale fenomeno è stato osservato, verso il mese di maggio, dal ricercatore canadese Roze nello Stato di New York, il quale ha stabilito che questi peli cadono in circa 6 giorni.

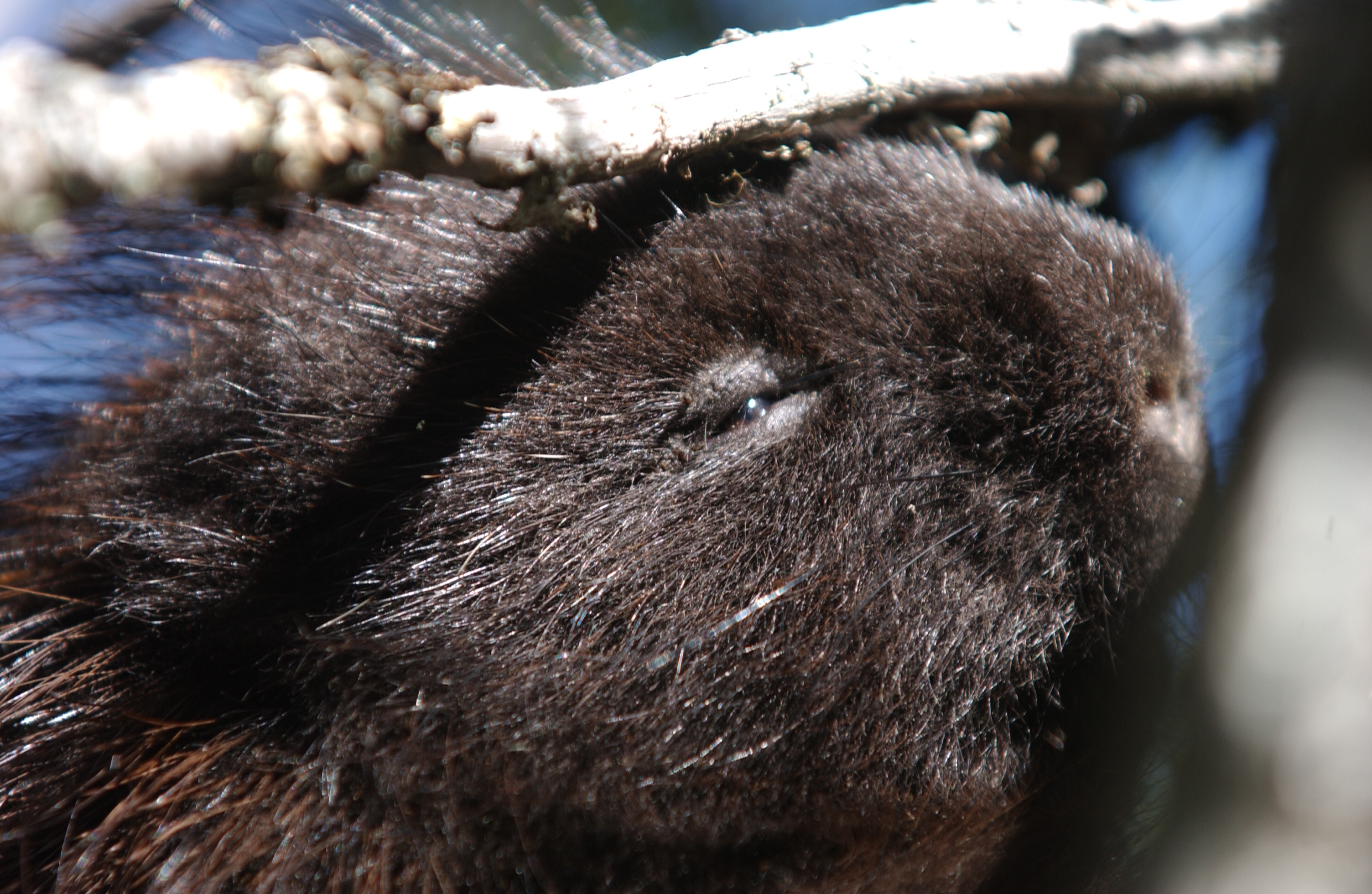
Primo piano di un ursone.

L'ursone può camminare al suolo, vivere sugli alberi e anche attraversare uno stagno a nuoto. Nonostante i suoi aculei non siano cavi, sono leggeri e probabilmente lo aiutano a galleggiare. Lo zoologo canadese F. Banfield si sorprese quando, trovandosi in canoa su di un lago, incontrò un ursone che nuotava, in modo regolare, con la flemma abituale. In confronto con gli altri mammiferi arboricoli, il porcospino del Nuovo Mondo è più pesante: può raggiungere un peso record tra i roditori che si nutrono di foglie e di germogli. Tuttavia, se fosse più pesante, questo animale sarebbe in difficoltà nel raggiungere le sottili estremità dei rami. Quando si sposta sugli alberi, l'ursone si appoggia sul ventre o sulla coda.
Lo sfregamento continuo sulle cortecce potrebbe nuocere agli organi situati sul ventre se essi non fossero protetti: le 2 paia di mammelle della femmina (uno pettorale e l'altro addominale) sono perciò coperte e l'apparato genitale del maschio si trova al riparo in una specie di cloaca. Inoltre, alcuni muscoli speciali, raccordati al baculum (o osso penico), lo traggono all'indietro: grazie a questa protezione, l'animale non rischia di ferirsi. Nel 1983, osservando un ursone la cui zampa posteriore sinistra era paralizzata, senza dubbio in seguito a una caduta, Roze si sorprese nel vedere che l'animale era tuttavia capace di arrampicarsi sugli alberi e di raggiungere la cima dei rami, avvolgendo la coda intorno alla zampa su cui non poteva fare affidamento, al fine di bilanciare il peso e ottenere una certa simmetria con l'arto destro.

## Biologia

### Comportamento

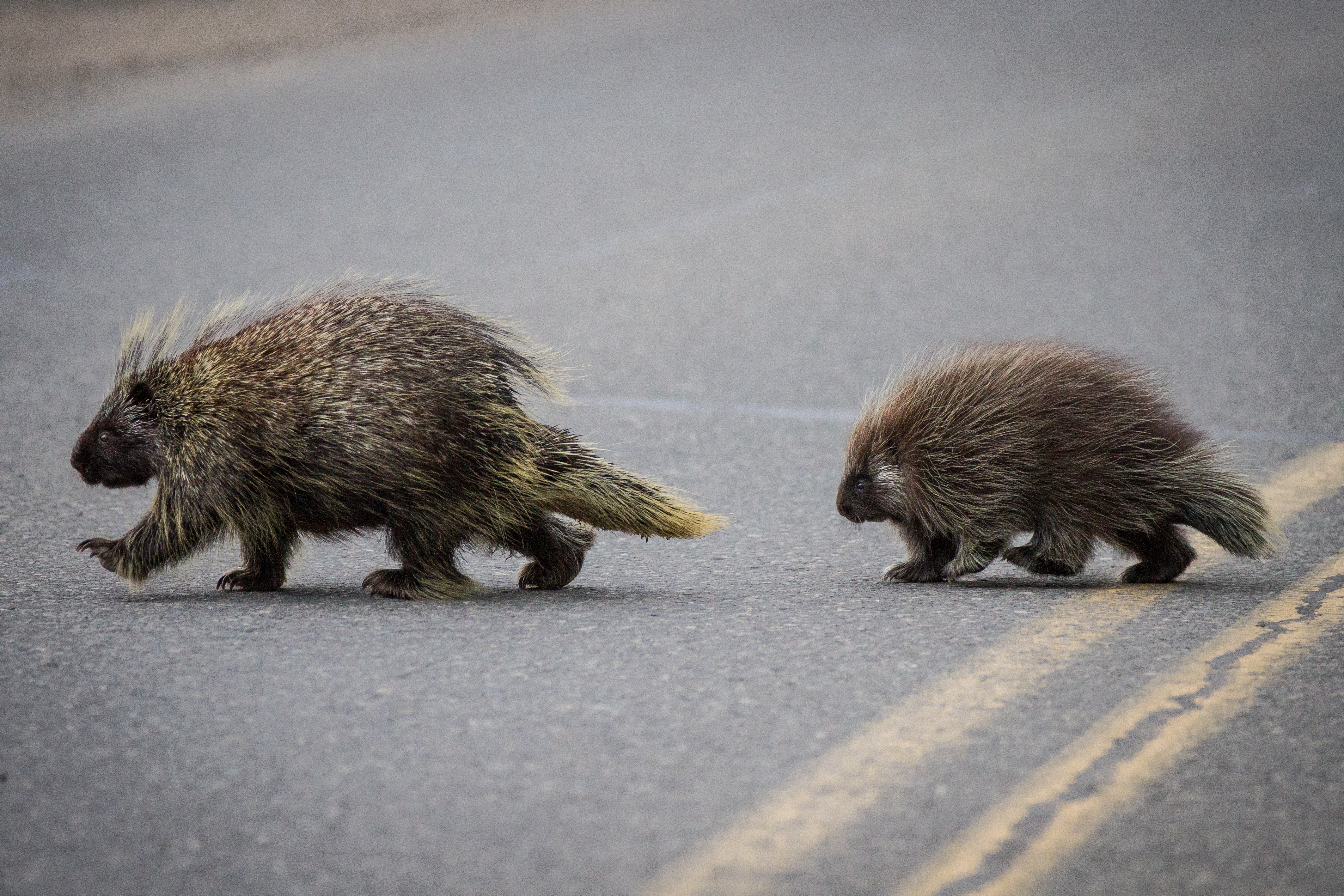
Una madre con il piccolo.

Il porcospino americano è provvisto di notevoli risorse difensive e non teme grandi pericoli. Il comportamento conferma che l'animale è conscio delle sue possibilità: quando si sposta al suolo, infatti, non tenta minimamente di dare prova di discrezione. Tutto quello che si può vedere di questo roditore, se lo si guarda dietro, è il contrasto tra i colori scuri della parte superiore della coda e della linea del dorso e il colore, molto più chiaro, dei fianchi e della macchia che individua il capo. Altri due segnali, uno acustico e l'altro olfattivo, completano il suo sistema d'intimidazione visiva. Di fronte al pericolo, infatti, l'ursone batte ripetutamente i denti e diffonde un odore così acre da provocare la lacrimazione anche a distanza di qualche metro. Questo odore viene prodotto da una ghiandola situata alla base della coda, nell'area chiamata «rosetta», dove la pelle è nuda e non sono presenti pigmenti.
A dispetto di questi segnali, tuttavia, l'ursone non può sempre evitare gli scontri, sia con i suoi simili sia con altri animali, soprattutto con un orsetto lavatore o con un cane. In tal caso, l'ultima risorsa dell'ursone è il vello, provvisto di aculei orientabili in tutte le direzioni. Per difendersi, l'animale abbassa la testa e punta verso l'assalitore le lunghe «lance» di 10 centimetri, poste sul dorso e sulla nuca. Gli aculei si spezzano con estrema facilità perché la loro connessione con la pelle del roditore è fragile, ma se si conficcano nel muso dell'avversario possono rivelarsi fatali, dato che impediscono all'animale colpito di nutrirsi. L'area colpita dagli aculei si gonfia e si infetta, e qualsiasi tentativo, da parte dell'ursone, di liberarsi degli aculei risulta vano.
Benché decisamente più piccoli, anche gli aculei della coda vengono utilizzati nel corso delle battaglie: in un attimo, le loro punte affondano nel corpo dell'avversario. Da tali confronti scaturiscono combattimenti rumorosi che si svolgono al suolo o sugli alberi, durante i quali gli aculei e i peli volano o si disseminano ai piedi delle piante. Dotati di zampe molto agili, gli ursoni si liberano rapidamente degli aculei conficcati nel loro corpo da altri ursoni. Tuttavia, se si trovano troppo in profondità nelle carni, gli aculei possono rimanervi per mesi, o anche per tutta la vita dell'animale.

### Territorio

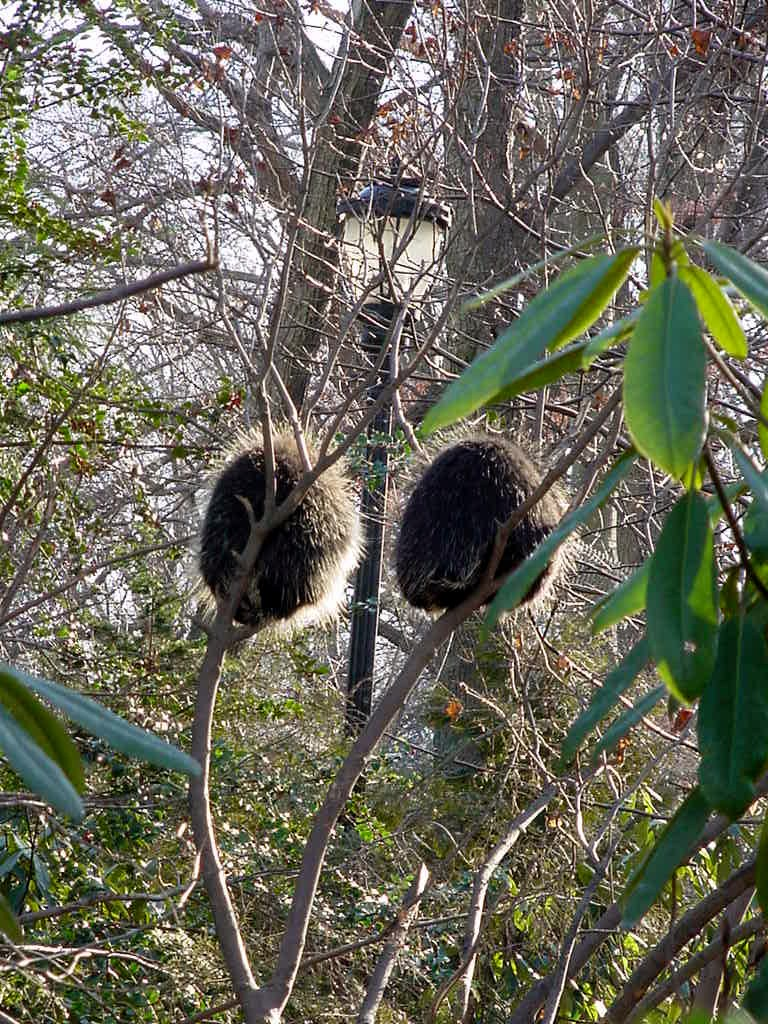
Due esemplari al riposo tra gli alberi.

Nel corso dell'anno, l'ursone ha abitudini piuttosto solitarie, e s'incontra in siti con habitat molto diversi tra loro, dalla tundra nordica fino alle lande semidesertiche messicane, all'estremo meridionale del suo areale. Questo roditore sembra trovarsi particolarmente a suo agio nelle foreste miste, trascorrendo molto tempo al suolo sotto le conifere, soprattutto in primavera e in estate, e preferendo invece rimanere sui rami degli alberi a foglie caduche. Malgrado il peso e l'apparente goffaggine, l'ursone si arrampica con abilità, aiutandosi con la coda e con le unghie per recarsi su rami talvolta molto sottili e raggiungere il cibo. Il palmo nudo delle mani e dei piedi gli consente una buona aderenza alla corteccia. Per dormire, si sistema indifferentemente sui rami, dove si cela tra il fogliame, o a terra, dove non tenta per nulla di nascondersi confidando nelle proprie difese naturali.
Attivo per tutto l'anno, l'ursone è un roditore di indole tranquilla e compie spostamenti molto limitati, percorrendo non più di 100-200 metri al giorno. La distanza tra il suo territorio estivo e quello in cui trascorre l'inverno è di solito compresa tra gli 8 e i 10 chilometri, ma può essere anche inferiore (480 metri secondo uno studio effettuato nel Michigan). Le estensioni che vengono esplorate durante l'inverno sono ancora più esigue: da 5 a 6 ettari soltanto, che l'animale percorre in ragione di 8 metri al giorno. Quando le risorse alimentari sono povere, l'ursone preferisce non nutrirsi e tende a subire un dimagrimento, pur restando ben protetto dal freddo. D'estate, al contrario, il suo territorio copre da 14 a 100 ettari e l'animale percorre 150 metri al giorno: in questo periodo, si nutre in abbondanza accumulando le riserve di grasso sufficienti a superare i rigori invernali. La densità della popolazione varia in funzione delle risorse alimentari disponibili e del tipo di vegetazione. Gli estremi registrati sono 0,77 ursoni per chilometro quadrato in Arizona e 9,5 nel Wisconsin; la media è 5-8 animali per chilometro quadrato.
Durante i periodi di attività, nonostante i loro territori vitali si sovrappongano in gran parte, gli ursoni non presentano alcun comportamento gregario, restando solitari e indifferenti nei confronti dei loro simili. Tale clima di «neutralità» regna anche in seno a concentrazioni occasionali di animali (in corrispondenza di un sito in cui il cibo è abbondante) e gli scontri per il possesso di un albero, per esempio, sono piuttosto rari. L'ursone tollera la compagnia dei propri simili soprattutto durante l'inverno, quando il freddo lo spinge a condividere con altri lo stesso rifugio. La temperatura del luogo prescelto aumenta infatti grazie alla presenza di più individui, e ciò riduce la perdita energetica di ciascun animale. Così, durante l'inverno, si possono vedere anche 6 ursoni radunati, per esempio, in una casa abbandonata, un rifugio sicuro e confortevole.

### Riproduzione

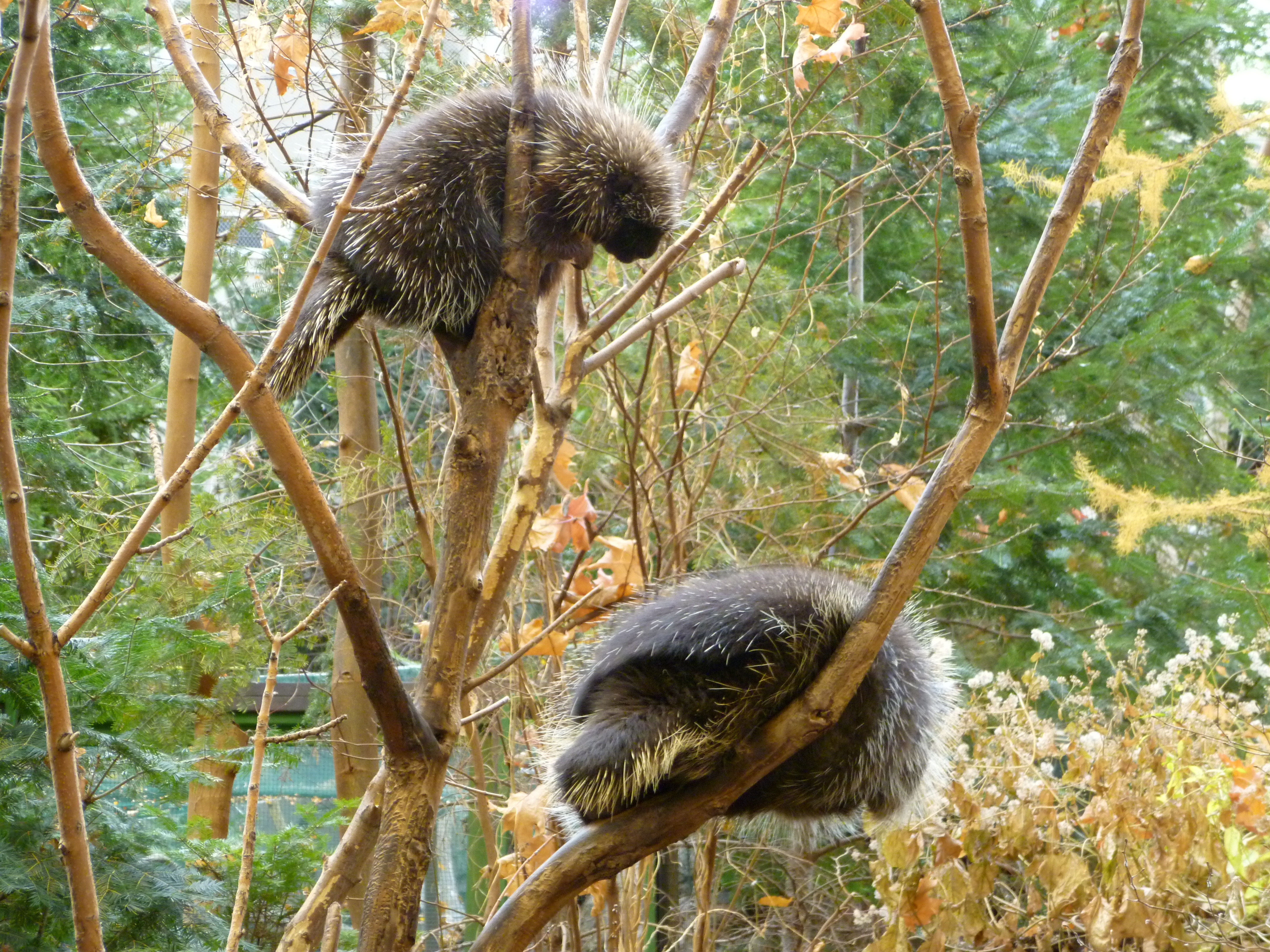
Ursoni prossimi all'accoppiamento. La femmina è quella in alto.

L'ursone, abitualmente tranquillo e solitario, diviene agitato e rumoroso nel mese di settembre, quando inizia la stagione degli amori. Le femmine possono avere più cicli successivi se i primi non vengono seguiti dalla fecondazione. Ciascun periodo di estro dura da 25 a 30 giorni e il periodo di ricettività è di sole 8-12 ore. Prima e dopo ciascun ciclo, la femmina respinge rudemente gli approcci del maschio: al di fuori del periodo riproduttivo, infatti, l'apparato genitale femminile è chiuso da una forte membrana vaginale, che scompare alla fine dell'estate per favorire l'emissione delle secrezioni odorifere destinate ad attirare il maschio. Tra settembre e novembre, la femmina in calore inizia ad attirare il compagno molti giorni prima dell'estro: questo comportamento consente così ai partner di abituarsi l'uno all'altro. La femmina emette gridi per chiamare il maschio e diffonde un odore che quest'ultimo identifica immediatamente.
Quanto più sono numerosi i maschi che si trovano in prossimità di una femmina, tanto più la competizione può farsi aspra. Il ricercatore americano U. Roze, che ha osservato questa specie per più di 10 anni tra i monti Catskill, nello Stato di New York, ha raccolto 1474 aculei impigliati tra gli alberi seguendo per una mattinata 3 maschi e 1 femmina. Gli ursoni si infliggono spesso reciprocamente violenti colpi di coda, sollevando gli aculei e mordendosi con crudeltà. Per sopravvivere è tuttavia sufficiente che i roditori si liberino immediatamente degli aculei del rivale conficcati nel proprio corpo, quando questi si trovano in punti raggiungibili. La seduzione della femmina è un compito che può richiedere molti giorni. All'inizio, questa respinge il maschio, gli volta il dorso e non esita a colpirlo con violenti colpi di coda se osa avvicinarsi troppo. Quando poi si rifugia in cima a un ramo, il partner resta fermo vicino al tronco, dove può rimanere in attesa per ore o da cui può allontanarsi per tentare un approccio partendo da un altro ramo. Se la femmina si sposta, il maschio ne percepisce l'odore, e ciò gli indica se la sospirata compagna è in grado di riprodursi. Man mano che l'estro si avvicina, la femmina diviene più socievole. Il maschio dapprima le si accosta di lato, poi avanza grugnendo e si solleva sulle zampe posteriori aspergendola con un forte getto di urina. Se non è pronta, la partner si scrolla con vigore; in caso contrario, si lascia bagnare. Successivamente, il corteggiamento può proseguire a terra, dove si svolge la maggior parte degli accoppiamenti.
Lo zoologo canadese F. Banfield ha osservato le precauzioni prese dai partner nel corso dell'accoppiamento: per evitare di infliggersi pericolose ferite con gli aculei, la femmina solleva il treno posteriore, abbassa gli aculei e sposta un poco la coda di lato. Nel giro di qualche ora possono succedersi più accoppiamenti, poi la coppia si separa. La membrana vaginale che si riforma subito può avere un ruolo nella fecondazione o, al contrario, può ridurre le possibilità di accoppiamento con altri maschi. La gestazione, molto lunga per un roditore, dura da 205 a 215 giorni (la stessa durata, praticamente, si osserva nei Cervidi).
Le femmine in genere partoriscono un solo figlio, che nasce tra aprile e giugno e pesa tra 340 e 640 grammi. È coperto da un pelo scuro e ha gli occhi aperti. L'allattamento sembrerebbe molto lungo, anche se non tutti i ricercatori sono d'accordo sulla sua durata esatta. Sembra che allo stato selvatico il piccolo si alimenti, almeno in parte, del latte della madre per quasi 4 mesi. I suoi aculei non sono ancora in grado di difenderlo ed esso, poiché per qualche giorno non riesce ad arrampicarsi sugli alberi, si nasconde sotto le pietre e tra le radici, mentre la madre, che trascorre la giornata in alto sull'albero, lo raggiunge al suolo durante la notte.

### Alimentazione

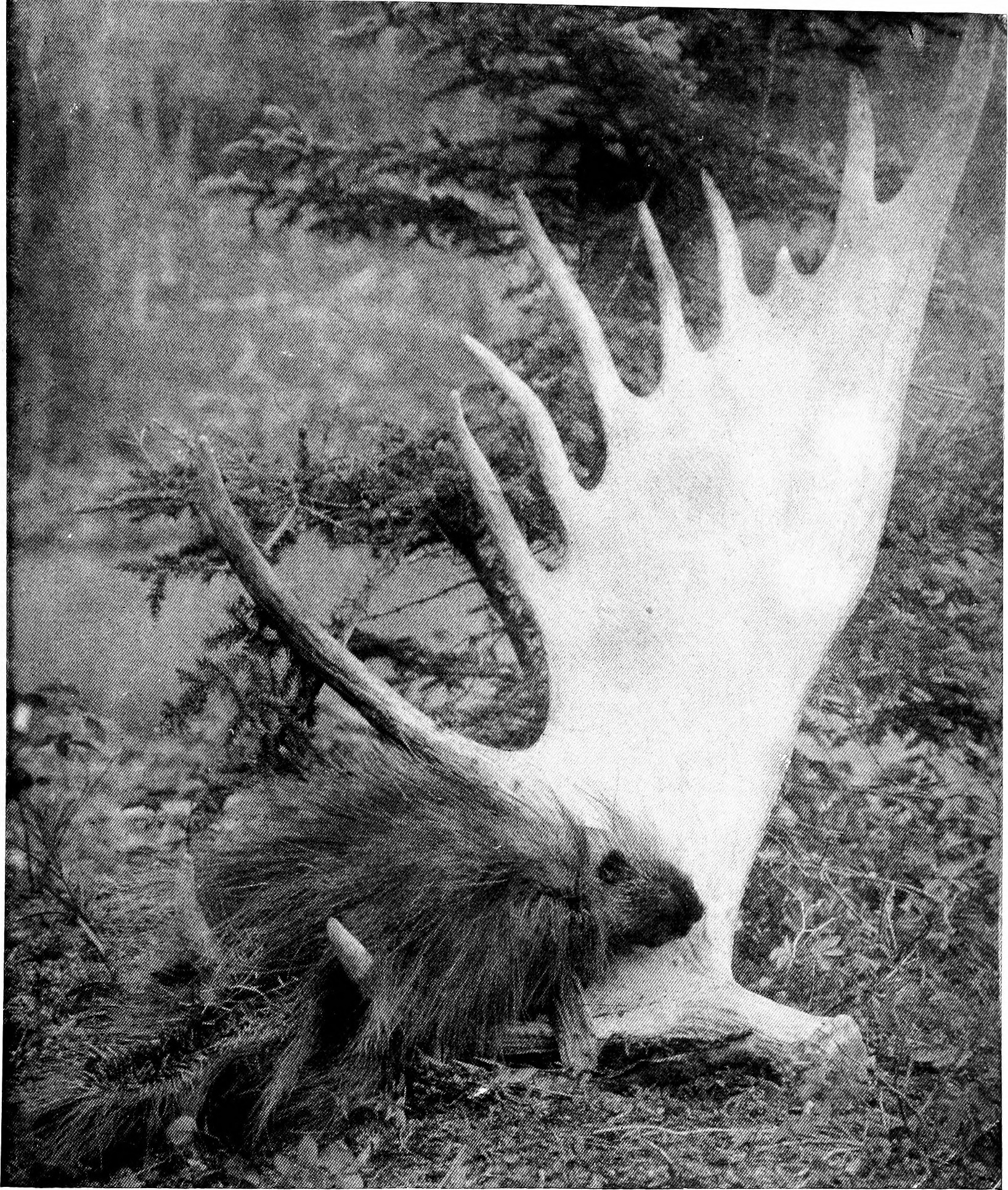
Gli ursoni amano rosicchiare le corna cadute dei Cervidi.

L'ursone è uno dei rari erbivori delle zone temperate che si nutre essenzialmente di foglie, seguendo un regime alimentare più comune nelle regioni tropicali, dove gli alberi non perdono tutte le foglie nella stessa stagione. Almeno in certi periodi dell'anno il suo habitat gli offre foglie in abbondanza, che però non sono mai molto nutrienti, e di cui esso si ciba soprattutto durante l'estate, mentre d'inverno preferisce il legno. Per compensare lo scarso apporto nutritivo di questi alimenti, l'ursone deve assorbirne una quantità notevole, pari a 450 grammi al giorno. Poiché solo una piccola parte di questo volume è digeribile, l'animale ne restituisce quotidianamente un quinto sotto forma di escrementi dall'aspetto di una falce di luna. In primavera, l'ursone si nutre di germogli, piccoli rami, foglie tenere, e non esita a cercare riparo a terra. In particolare, gradisce le foglie giovani dei pioppi e dei tigli, ma si nutre anche di nenufari: senza azzardarsi a immergersi per raggiungerne i fiori, si bagna tuttavia per raccogliere le loro grandi foglie. In estate, si ciba in abbondanza, oltre che di foglie, anche di erbe, di corteccia e di arbusti, soprattutto di betulla bianca e di pioppo.
Nelle vicinanze delle zone coltivate, trova di suo gusto il trifoglio, l'erba medica e il mais allo stadio lattiginoso. Quando sopraggiunge l'inverno, l'ursone è obbligato ad alimentarsi solo con il legno degli alberi, o piuttosto con la loro parte viva presente al di sotto della corteccia, il cambio; in altri casi, può anche spezzare piccoli rami o raccogliere aghi di conifere. Perciò, il roditore frequenta pini e abeti delle foreste dell'America settentrionale, non disdegnando il legno tenero di alcune caducifoglie come l'acero, il faggio e il tiglio. Dopo che l'ursone è passato, il tronco dell'albero appare accuratamente scortecciato: gli incisivi hanno lavorato come un raschietto molto preciso, scalfendo la pianta dall'alto verso il basso fino a «denudarla». Durante la sua alacre opera, il roditore si è mantenuto avvinghiato al tronco grazie alle lunghe unghie robuste, sostenendosi anche con il supporto della coda. L'ursone ha bisogno anche di sali minerali e di calcio, perciò rosicchia tutte le ossa che trova, soprattutto le corna dei Cervidi che costituiscono per lui una vera leccornia.

## Distribuzione e habitat

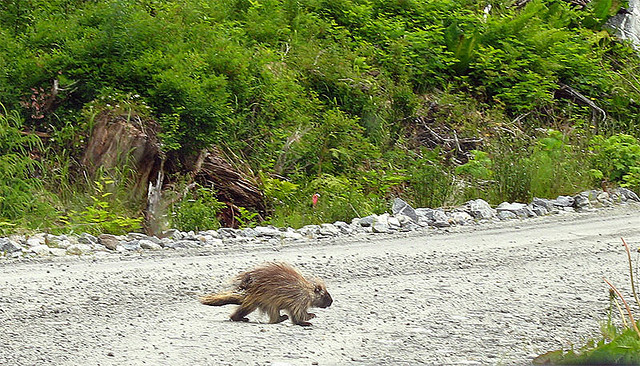
Un esemplare nei dintorni di Prince Rupert (Columbia Britannica).

L'area di distribuzione dell'ursone è limitata all'America settentrionale. L'animale è il solo della sua famiglia a essersi spostato nella zona boreale, temperata o fredda. Lo si rinviene all'estremo Nord del Messico, nella parte occidentale degli Stati Uniti, in Canada, dal Pacifico all'Atlantico (ma non nel Nord-Est), e in Alaska. È assente in numerose isole della costa pacifica. È presente ad Anticosti, ma non a Terranova, tra Labrador e Nuova Scozia. Dalla tundra dell'Alaska ai semideserti del Messico settentrionale, occupa ambienti molto vari, anche se è nelle foreste temperate che si trova maggiormente a suo agio.
La presenza di questo roditore è legata alla quantità di cibo disponibile, e per questa ragione la densità di popolazione varia da un luogo all'altro. In alcune regioni secche, l'ursone frequenta solo zone privilegiate: fondovalle, sponde boscose dei fiumi o ancora, a nord, pendii riparati e coperti di cespugli. È totalmente assente, al contrario, da tutte le aree orientali e sud-orientali degli Stati Uniti (sud di Minnesota, Wisconsin, Michigan e Pennsylvania), anche se vi crescono foreste rigogliose. Altri fattori, di ordine climatico o alimentare, hanno impedito o impediscono al porcospino del Nuovo Mondo di installarvisi e di viverci stabilmente. La presenza di resti fossili in Alabama, Virginia Occidentale, Missouri e Florida testimonia che, in epoche passate, questo animale ha frequentato quei luoghi, dai quali è però presto scomparso. Non si trova, invece, alcuna traccia dell'ursone nella zona meridionale del bacino del Mississippi. Nella parte nord-occidentale del suo areale e intorno ai Grandi Laghi, il porcospino del Nuovo Mondo dipende, per la propria sussistenza, da una particolare conifera, Tsuga canadensis. Nella regione delle Cascate, nello Stato di Washington, l'albero più importante per la sua sopravvivenza è Pseudotsuga menziesii, oltre a un'altra conifera, Tsuga heterophylla. In inverno, riesce a sopravvivere nello Stato dell'Oregon grazie a un pino delle Montagne Rocciose, Pinus ponderosa. Durante la bella stagione, l'ursone rimane spesso a terra, dove approfitta della vegetazione del sottobosco.
Parallelamente a queste variazioni legate all'età della foresta, le popolazioni della specie subiscono fluttuazioni più o meno regolari che raggiungono picchi demografici dopo un intervallo di tempo dell'ordine di 12-20 anni. Il meccanismo che presiede a tali oscillazioni non è ben noto, ma è senza dubbio legato ai cicli vegetali, più o meno ricchi a seconda degli anni. Si è notato, inoltre, che quando le querce producono ghiande in quantità, per esempio in Nuova Inghilterra, gli ursoni trascorrono molto tempo a spezzare i piccoli rami per raccoglierne i frutti e le foglie. Per quanto riguarda l'acqua, l'ursone soddisfa il proprio fabbisogno idrico grazie alla quantità contenuta nel cibo che consuma. Non ha quindi bisogno, in estate, di scendere dalle creste montane in quota, dove i ruscelli sono in secca, per raggiungere i corsi d'acqua a fondovalle, poiché il suo nutrimento gli fornisce i liquidi sufficienti.

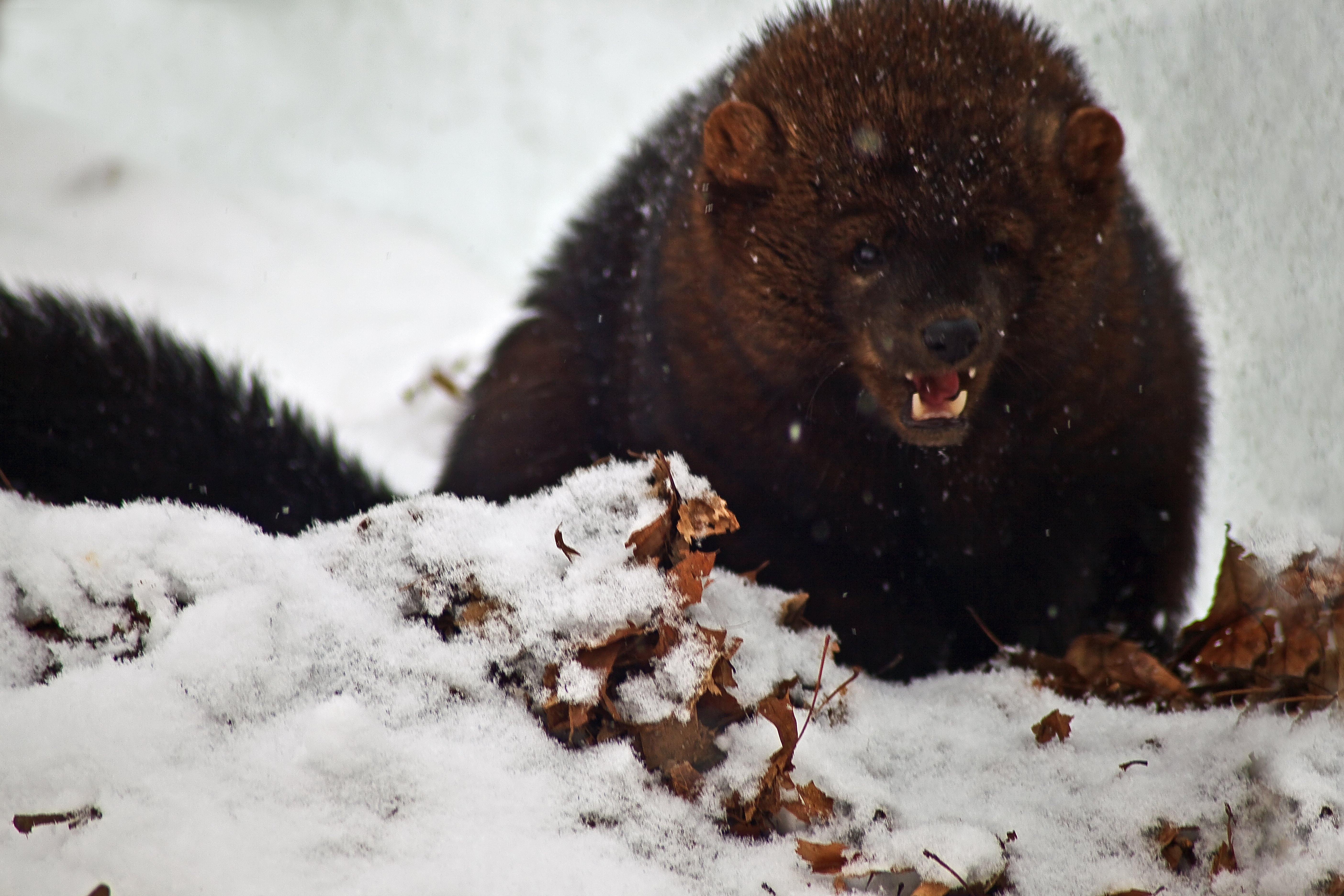
Il pekan, vera nemesi dell'ursone.

A dispetto delle proprie difese personali e dell'atteggiamento vigile, gli ursoni hanno almeno due nemici temibili: un parassita, l'acaro della rogna, e, soprattutto, un predatore, la martora di Pennant, che gli americani chiamano fisher (pescatore) e gli indiani pekan. Questa martora (Martes pennanti) è il solo carnivoro americano capace di cacciare gli ursoni in piena salute. Al contrario, altri animali (coyote, lupi, linci rosse e gufi reali americani) si avventano sugli ursoni solo se questi sono ammalati oppure indeboliti dalle privazioni invernali. In ogni caso, questo tipo di cattura è sempre episodico e solo di rado privo di pericolo per l'assalitore. Il pekan è in grado di vincere l'ursone mordendolo ripetutamente alla testa fino a stordirlo. Poiché questo predatore è di taglia confrontabile con quella della sua vittima, non esita a inseguirla sia sugli alberi sia al suolo. Per aggredirlo, la martora gira intorno al roditore rapidamente, per avvistarne la testa e cercare di morderla prima che il roditore abbia il tempo di girarsi e di colpirla con gli aculei della coda. I morsi spossano la vittima talvolta fino alla morte: la martora allora la divora, lasciando solo ossa, peli e aculei. L'ursone può venire attaccato anche da un puma, che lo cattura senza grandi difficoltà e senza adottare particolari precauzioni: aiutato dalla taglia, infatti, il leone di montagna non teme molto gli aculei conficcati nella sua carne. Il puma è però troppo raro per rappresentare un pericolo concreto.

## Rapporti con l'uomo

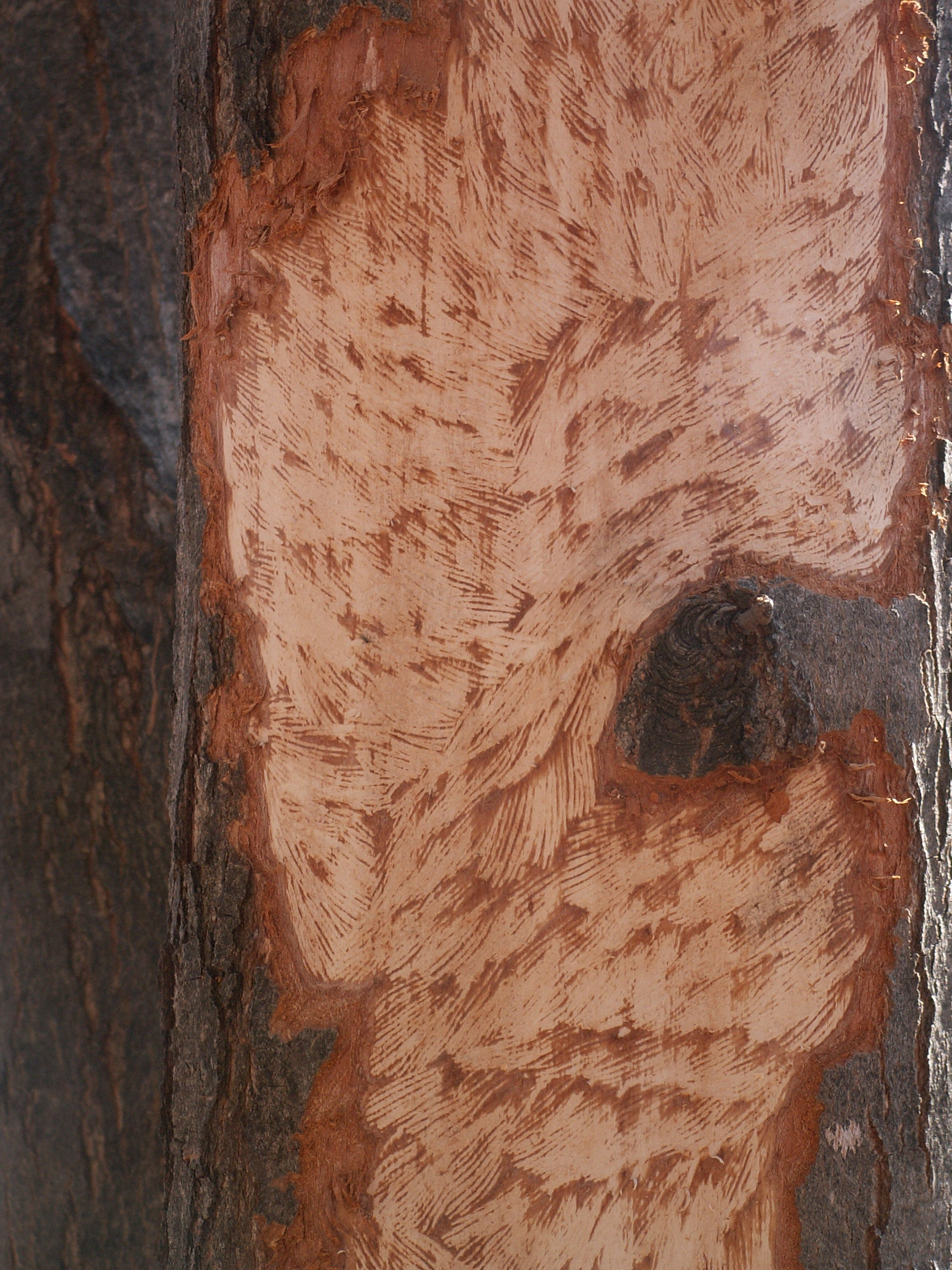
Corteccia di acero da zucchero mangiata da un ursone.

Il porcospino del Nuovo Mondo ha sempre suscitato l'interesse dell'uomo, che gli ha anche attribuito molteplici ruoli nelle antiche tradizioni. Oggi, tuttavia, alcuni continuano a considerare l'ursone alla stregua di un nemico delle foreste, dimenticando però che queste sono state danneggiate più dall'intervento dell'uomo e dal fuoco che dal roditore.
Nelle foreste orientali dell'America del Nord, alcune tribù di indiani vengono indicate col nome generico di «Indiani del Porcospino». È il caso, per esempio, dei Micmac del New Brunswick e della Nuova Scozia e dei Montagnais del Quebec orientale. Questo preciso nome collettivo rispecchiava un tempo una effettiva realtà: ossia quella degli indiani che, non praticando l'agricoltura, in estate si nutrivano dei prodotti della caccia, della pesca in acque dolci e di tutto ciò che raccoglievano nella foresta (frutti, tuberi, semi e radici). In inverno, i caribù e le alci, allontanatisi dal gelido Grande Nord, costituivano, per queste tribù, la parte essenziale della loro alimentazione, mentre l'autunno rappresentava un periodo di grave carenza di risorse alimentari. Quando il gelo precedeva la neve, era impossibile approvvigionarsi di crostacei e molluschi d'acqua dolce e, quanto ai grandi ungulati (soprattutto wapiti), la loro cattura diveniva troppo difficile: di conseguenza, solo il porcospino assicurava loro la sopravvivenza.
Nel XVII secolo, i Gesuiti francesi che accompagnavano i primi coloni riportarono testimonianze in cui si descriveva nei dettagli la caccia al porcospino. Gli scritti di padre Lejeune (1633) evocano un certo autunno in cui, dopo una caccia particolarmente infruttuosa, un ursone «grosso come un maialino da latte» era stato sufficiente per salvare un'intera tribù in cerca di buoni terreni di caccia. Una volta mangiato l'animale, i resti ricevevano un trattamento particolare: dovevano essere bruciati o venivano gettati in un fiume, perché non finissero in alcun modo in pasto ai cani. Gli indiani ritenevano infatti che il porcospino si offrisse per salvare loro la vita e che meritasse, per tale ragione, il più grande rispetto. In Quebec, tra i canadesi di origine indiana si ritiene che l'ursone non vada inutilmente ucciso, solo per diletto, poiché è l'unico animale che l'uomo sperduto nelle foreste può catturare senza armi per trarne nutrimento.

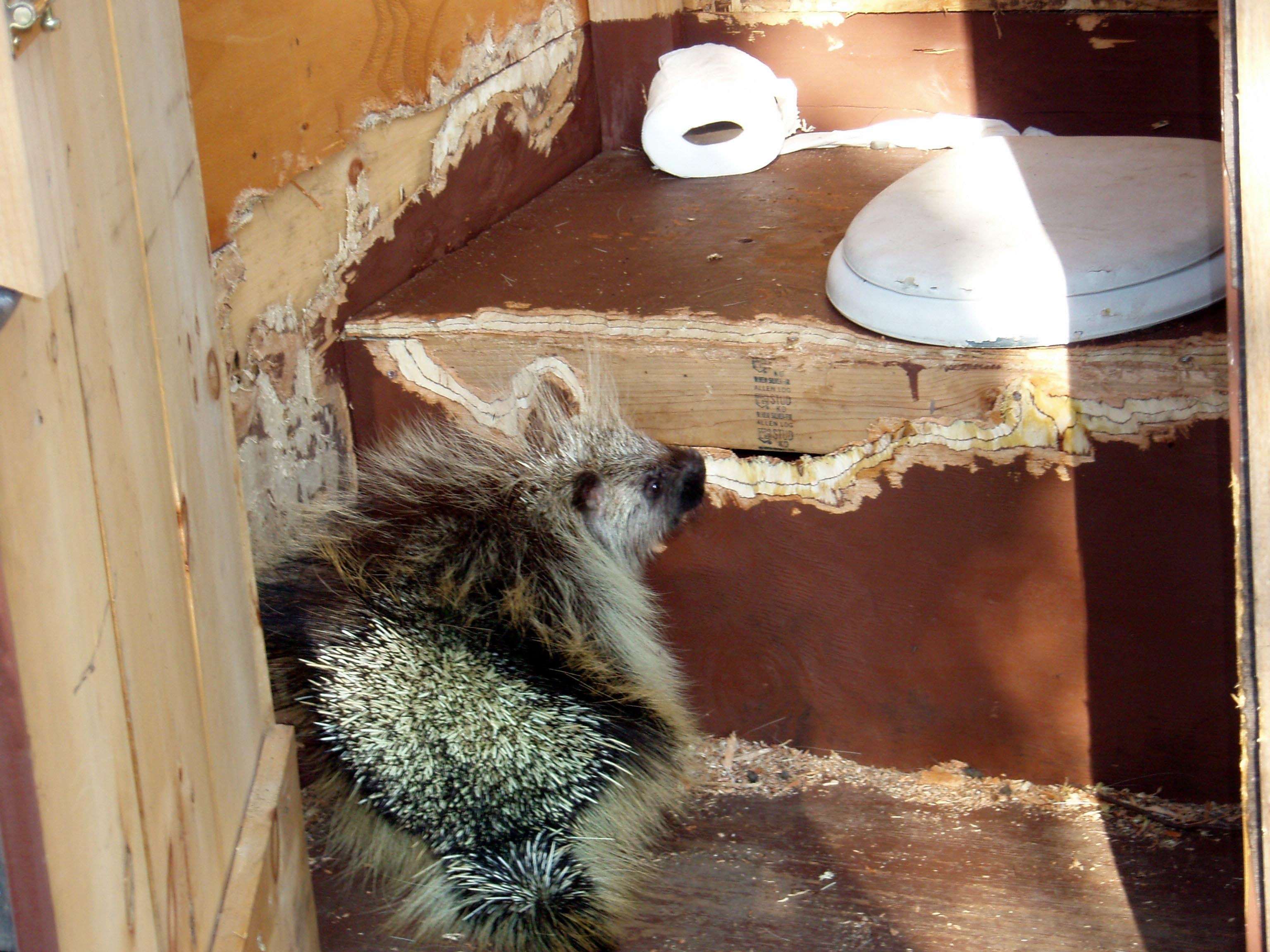
I danni di un ursone ad un bagno esterno.

Prima dell'arrivo degli europei, gli indiani dell'America settentrionale avevano sempre utilizzato gli aculei dell'ursone come ornamento e come moneta di scambio. In seguito questi «gioielli» furono sostituiti da collane di conchiglie che gli indiani chiamavano wampum. Gli aculei venivano lavorati, ordinati per dimensione, spesso colorati e inseriti ad arte in supporti di pelle di cervo o di corteccia. Le diverse tinture utilizzate erano a base di terra, cenere e coloranti vegetali. Con le pelli degli ursoni, anch'esse lavorate, si potevano fare cinture, mocassini, vari capi d'abbigliamento, tabacchiere e borse di tutti i tipi, utili nella vita all'accampamento e durante le migrazioni periodiche di questi popoli nomadi. Si rimane stupiti nello scoprire l'importanza dello sfruttamento artigianale di questi aculei in zone in cui la specie non esisteva. Ciò era dovuto al commercio intenso che si instaurava tra le tribù che abitavano nelle foreste e quelle che risiedevano nelle grandi pianure, là dove, per la totale mancanza di alberi, il porcospino del Nuovo Mondo non poteva vivere.
Una volta svuotati, gli aculei dell'ursone potevano essere utilizzati per raccogliere lo sciroppo di acero. Gli indiani sfruttavano pure altre parti del corpo del porcospino. Le ragazze, per esempio, possedevano pettini costruiti con i peli della zona inferiore della coda del roditore: in effetti, i peli radi usati dall'animale per aderire meglio ai tronchi degli alberi si rivelavano perfetti per adornare le capigliature femminili. Giungendo nel Nuovo Mondo, anche gli europei dedicarono un'attenzione particolare, soprattutto culinaria, all'ursone. In tempi recenti, l'animale veniva ancora cucinato, anche se con qualche rischio: nel 1934, infatti, una persona morì nel giro di 12 ore per aver ingerito un aculeo insieme con un panino alla carne di porcospino (la ferita interna si era infettata e non fu più possibile guarirla). All'ursone sono state imputate varie distruzioni. Questo animale, capace di rosicchiare non solo le cortecce, ma anche altre sostanze, molto diverse tra loro, danneggia per esempio i fili elettrici o alcuni compensati di cui gradisce la colla, o, ancora, attacca i remi e gli scafi delle imbarcazioni. Alcuni ambientalisti hanno inoltre esagerato l'entità dei danni causati dall'ursone alle foreste, o piuttosto alle piantagioni di alberi ornamentali o da frutto. Secondo alcune stime, un solo animale è in grado di provocare danni per 6000 dollari, ma in realtà tali «misfatti» sono del tutto eccezionali. In passato, negli Stati Uniti, venivano elargite ricompense ai cacciatori di ursone. Nel 1979, l'ultimo Stato ad abolire questa pratica fu il New Hampshire.